# Маломихайлівська волость
Маломихайлівська волость — історична адміністративно-територіальна одиниця Олександрівського повіту Катеринославської губернії.
Станом на 1886 рік складалася з 2 поселень, 2 сільських громад. Населення — 5752 особи  (2971 чоловічої статі та 2781 — жіночої), 793 дворових господарства.
|                     | Площа, десятин | У тому числі орної, дес. |
| ------------------- | -------------- | ------------------------ |
| Сільських громад    | 18947          | 11206                    |
| Приватної власності | —              | —                        |
| Казенної власності  | —              | —                        |
| Іншої власності     | 120            | 60                       |
| Загалом             | 19067          | 11266                    |

Поселення волості:
- Маломихайлівка — село при річці Берестовій за 105 верст від повітового міста, 5223 особи, 697 дворів, православна церква, школа, 3 лавки.
- Копані — село при вершині річки Чанзинка, 529 осіб, 96 дворів, лавка.